# Wilhelm Solf
Wilhelm Heinrich Solf, né le 5 octobre 1862 à Berlin - décédé le 6 février 1936 à Berlin, est un homme politique, diplomate et homme d'État allemand.

## Biographie

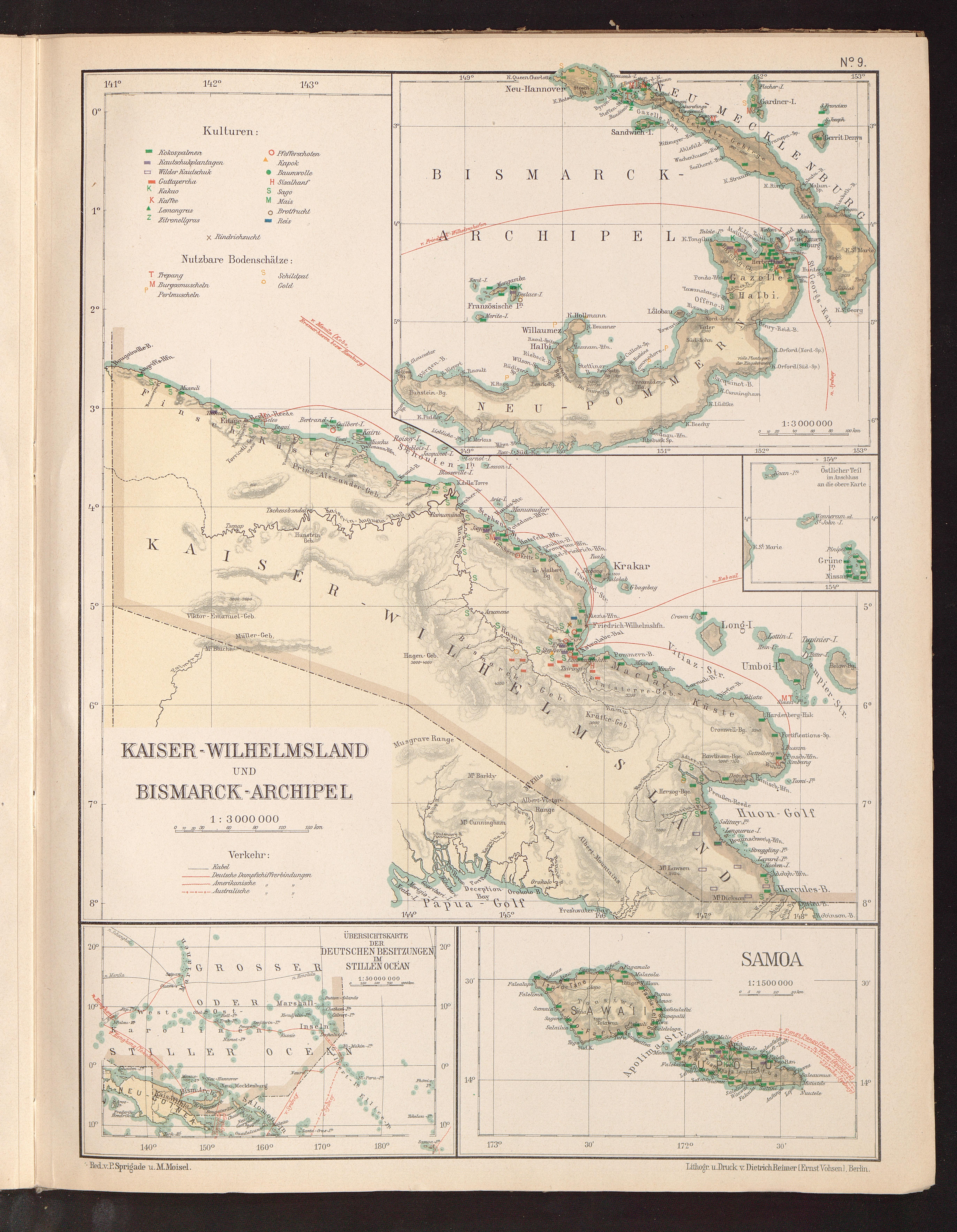
Carte des colonies allemandes du Pacifique

Wilhelm Solf est gouverneur de Samoa, secrétaire d'État aux Colonies et secrétaire d'État aux Affaires étrangères.
Après des études d'indologie à Berlin, Kiel et Halle, Wilhelm Solf (qui est issu de la petite bourgeoisie) entre, après un séjour à Londres en 1888, dans le service diplomatique et devient secrétaire au consulat général de Calcutta, alors capitale des Indes britanniques, jusqu'en 1891. Il poursuit des études de droit à Iéna et passe avec succès son examen devant la Kammergericht de Berlin en 1892. Il entre ensuite à la cour d'appel de Weimar. Il est nommé assesseur au grand-duché de Saxe-Weimar-Eisenach, puis passe un doctorat d'État en droit à Göttingen et retourne en 1896 aux  Affaires étrangères, dans le département colonial. Wilhelm  Solf est nommé en 1898 juge de district à Dar es Salam en Afrique orientale allemande, où il a de bonnes relations avec Bennigsen et Liebert. Un an plus tard, il est nommé président du conseil municipal d'Apia aux Samoa, qu'il rejoint de Dar es Salam par Londres, New York et San Francisco. Il est nommé en 1900, gouverneur de la nouvelle colonie des Samoa allemandes, où le drapeau de l'Empire est hissé le 1er mars.
Wilhelm Solf met en place une politique de gouvernement indirect, inspirée des Indes britanniques (indirect rule en anglais)  et administre la colonie d'une manière humaine, ce qui lui permet de venir à bout de la révolte des partisans de Lauati (appelée Mau a Pule), en 1909, sans utiliser d'armes. Il retourne en Allemagne en 1911, pour être nommé en décembre secrétaire d'État de l'office impérial aux Colonies.
Pendant la Première Guerre mondiale, Wilhelm Solf est un ardent défenseur de la politique de Bethmann-Hollweg. Il préside la Société Allemande de 1914. Il est favorable à partir de 1917 à des négociations de paix, ce qui aurait eu pour but de conserver les colonies allemandes. Pendant la courte période du gouvernement du prince de Bade, juste avant l'abdication de Guillaume II, et dans un contexte d'agitations révolutionnaires, Wilhelm Solf est nommé secrétaire d'État aux Affaires étrangères. Partisan d'une monarchie parlementaire, il ne peut empêcher la chute de l'empire. Il conserve néanmoins son portefeuille jusqu'en 13 décembre 1918.
Conservateur libéral, il se rapproche du parti démocrate allemand durant la période républicaine. Wilhelm Solf est nommé ambassadeur au Japon de 1920 à 1928 et s'efforce de renforcer les liens culturels et politiques entre le Japon et l'Allemagne de la République de Weimar.

## Famille

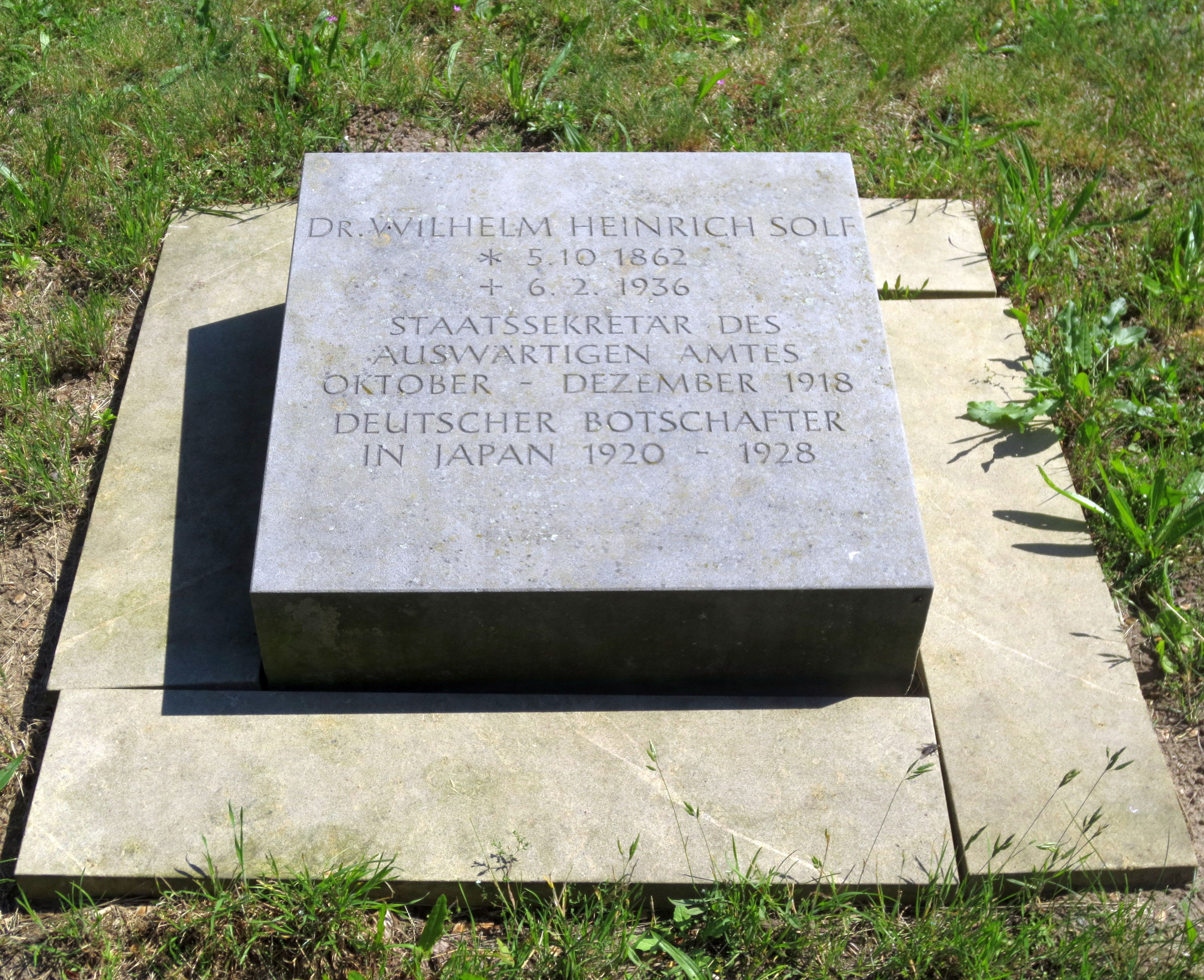
Tombe de Wilhelm Solf au cimetière des Invalides de Berlin

Wilhelm Solf épouse le 7 septembre 1908 Johanna (dite Hanna) Dotti, fille d'un propriétaire terrien du Brandebourg de vingt-cinq ans sa cadette. Ils ont deux enfants, So'oa'emalelagi (Lagi) (1909-1955) et Hans Heinrich. Des années plus tard Hanna Solf, ferme opposante au national-socialisme, fonde le cercle Solf en mémoire de son mari, mort en 1936 et lui-même fort critique envers le nouveau régime.
Wilhelm Solf est enterré au cimetière des Invalides de Berlin.

## Notes et références

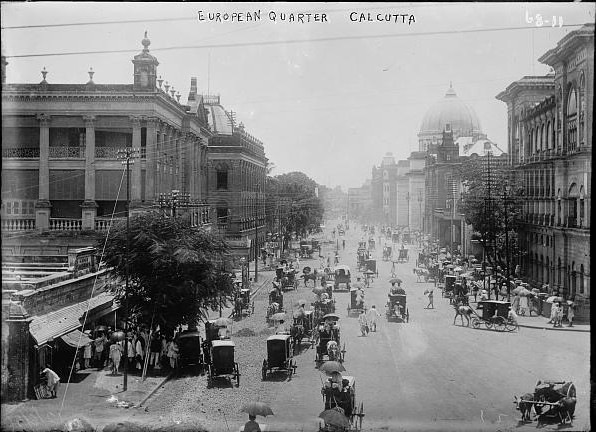
Vue de Calcutta à l'époque de la colonisation britannique (1922).

## Œuvres
- (de) Grammatik der Sanskrit-Sprache, Berlin, 1888
- (de) Die deutsche Kolonialpolitik, Berlin, 1916
- (de) Die Lehren des Weltkriegs für unsere Kolonialpolitik, Berlin, 1916
- (de) Kolonialpolitik. Mein politisches Vermächtnis, Berlin 1919
- (en) The New International Conscience. Address to the League of Nations Association of Japan, discours du 20 février 1928, Tokyo, 1928
- (de) Deutschlands politisches Gesicht, in Europäische Revue, septembre 1930